# Izabela Plucińska
Izabela Plucińska (ur. 6 października 1974 w Koszalinie) – polska reżyserka filmów animowanych.
W młodości trenowała pływanie w Sportowej Szkole Podstawowej nr 1 w Koszalinie, gdzie chodziła do jednej klasy z późniejszym olimpijczykiem polskim (w pięcioboju nowoczesnym) Marcinem Horbaczem. Sukcesy w sporcie młodzieżowym łączyła z rozwojem talentów plastycznych pod okiem nauczycielki plastyki Garbysi Kapeli (obecnie Śnieżewskiej), z którą kontakt utrzymuje po dziś dzień.
Ostatecznie zwyciężyło zainteresowanie sztuką, którą realizowała w koszalińskim liceum plastycznym.
Obecnie mieszka w Berlinie.

## Wykształcenie
Jest absolwentką Animacji Filmowej w Szkole Filmowej w Łodzi (2001) oraz Akademii Sztuk Pięknych w Łodzi (2000). W 2004 roku ukończyła Wyższą Szkołę Filmową im. Konrada Wolfa w Poczdamie.

## Praca zawodowa
Izabela Plucińska wypracowała własną technikę tworzenia filmów animowanych: filmuje figurki, które sama wykonuje z gliny i plasteliny. Dzięki opracowanemu, specjalnemu sposobowi animowania, reżyserce udaje się osiągać efekt płynnego przenikania barw i wręcz „malowania” plasteliną.
Jej film Jam Session (2004) zdobył wiele międzynarodowych nagród, między innymi Srebrnego Niedźwiedzia na festiwalu Berlinale i Srebrną Nagrodę „Miqueldi de Plata” na festiwalu Zinebi w Bilbao.
Ukończona w 2009 polsko-niemiecka koprodukcja Esterhazy otrzymała Wyróżnienie Jury Krakowskiego Festiwalu Filmowego i Nagrodę dla najlepszej krótkiej animacji podczas festiwalu Expresión En Corto odbywającego się w meksykańskim San Miguel de Allende. Do realizacji tego filmu Plucińska wykorzystała ponad 150 kg plasteliny.
W 2014 Izabela Plucińska była ekspertem Polskiego Instytutu Sztuki Filmowej.
Jest jedną z bohaterek książki Jerzego Armaty Anima. Mistrzowie polskiej animacji (wyd. EGoFILM, Warszawa 2025).
Wykłada na Wydziale Malarstwa i Nowych Mediów Akademii Sztuki w Szczecinie.

## Filmografia
- 1998: Roszada
- 1999: Studnia
- 2000: Dubler
- 2002: Po drugiej stronie
- 2005: Jam Session
- 2006: Śniadanie
- 2008: 7 minut później
- 2008: Maraton
- 2009: Esterhazy
- 2010: Josette und ihr papa
- 2012: Afternoon
- 2013: Liebling
- 2019: Portret Suzanne